# Forbach (Bade-Wurtemberg)
Pour les articles homonymes, voir Forbach (homonymie).
Forbach est une commune de Bade-Wurtemberg (Allemagne) située dans l'arrondissement de Rastatt, dans l'aire urbaine Mittlerer Oberrhein, dans le district de Karlsruhe.

## Quartiers
Bermersbach, Erbersbronn, Forbach, Gausbach, Herrenwies, Hundsbach, Kirschbaumwasen, Langenbrand, Raumünzach, Schwarzenbach.